# Midland Uruguay Railway

Hauptbahnhof in Paysandú, um 1925

Die Midland Uruguay Railway (spanisch Ferrocarril Midland del Uruguay, abgekürzt FCM) war eine britische Eisenbahngesellschaft mit Sitz in London, die im Westen Uruguays zwischen 1889 und 1949 ein fast 550 km langes Streckennetz aufbaute und betrieb. Sie war nach der Central Uruguay Railway (CUR) die zweitgrößte Eisenbahngesellschaft des Landes.

## Geschichte

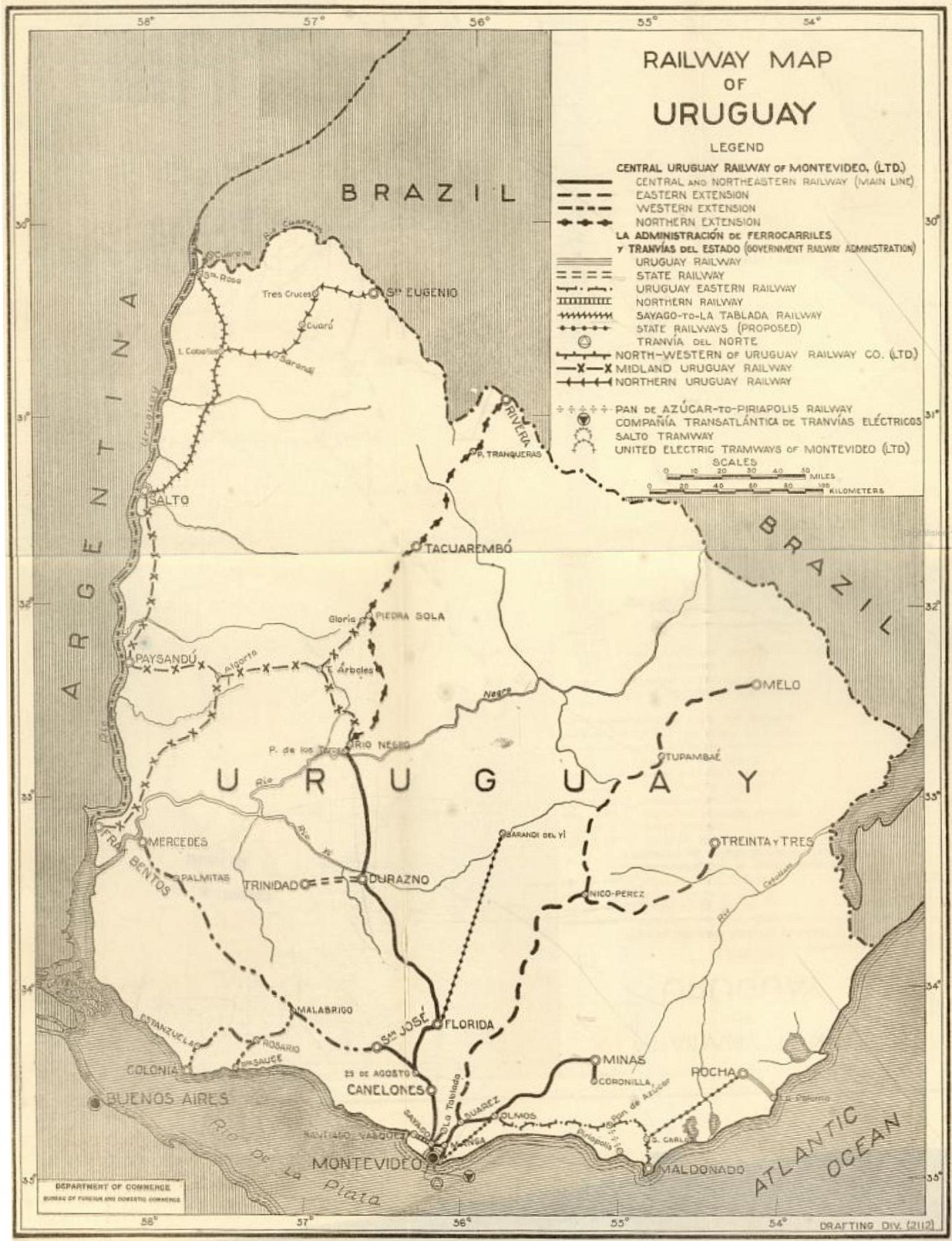
Streckennetz 1927

Die Midland Uruguay Railway Company Ltd. wurde am 2. Juli 1887 in London gegründet und begann 1888 mit dem Bau der Hauptstrecke von Paso de los Toros bis Salto in Regelspurweite. Im August 1889 wurde das erste Teilstück zwischen Paso de los Toros, wo Anschluss an die CUR bestand, und Merinos eröffnet. Die Verlängerung bis Paysandú wurde im April 1890 vollendet und die komplette knapp 320 km lange Hauptstrecke bis Salto im November 1890. In den Folgejahren erhielt die FCM von der Regierung in Uruguay die entsprechenden Konzessionen zum Bau weiterer Strecken. 1911 wurde eine 139 km lange Nebenstrecke von Algorta bis Fray Bentos in Betrieb genommen. Eine weitere Nebenstrecke zwischen Tres Árboles und Piedra Sola entstand bis April 1913. Für diese 57 km lange Strecke gründete die FCM bereits am 6. Dezember 1911 eigens eine Tochtergesellschaft unter dem Namen Midland Uruguay Extension Railway Company. Auch in Piedra Sola bestand Anschluss an die CUR.
Ab 1912 besaß die US-amerikanische Uruguay Railway Company eine Mehrheitsbeteiligung an der FCM, die sie aber 1919 aufgrund wirtschaftlicher Probleme an die CUR verkaufte, sodass diese nun einen Großteil des Schienenverkehrs in Uruguay kontrollierte.
Im Rahmen der von der Regierung unter Luis Batlle Berres 1948 beschlossenen Verstaatlichung aller privaten Eisenbahngesellschaften kam die FCM Anfang 1949 unter staatliche Kontrolle und ging am 19. September 1952 in der neuen staatlichen Eisenbahngesellschaft Administración de Ferrocarriles del Estado auf.

## Fahrzeuge

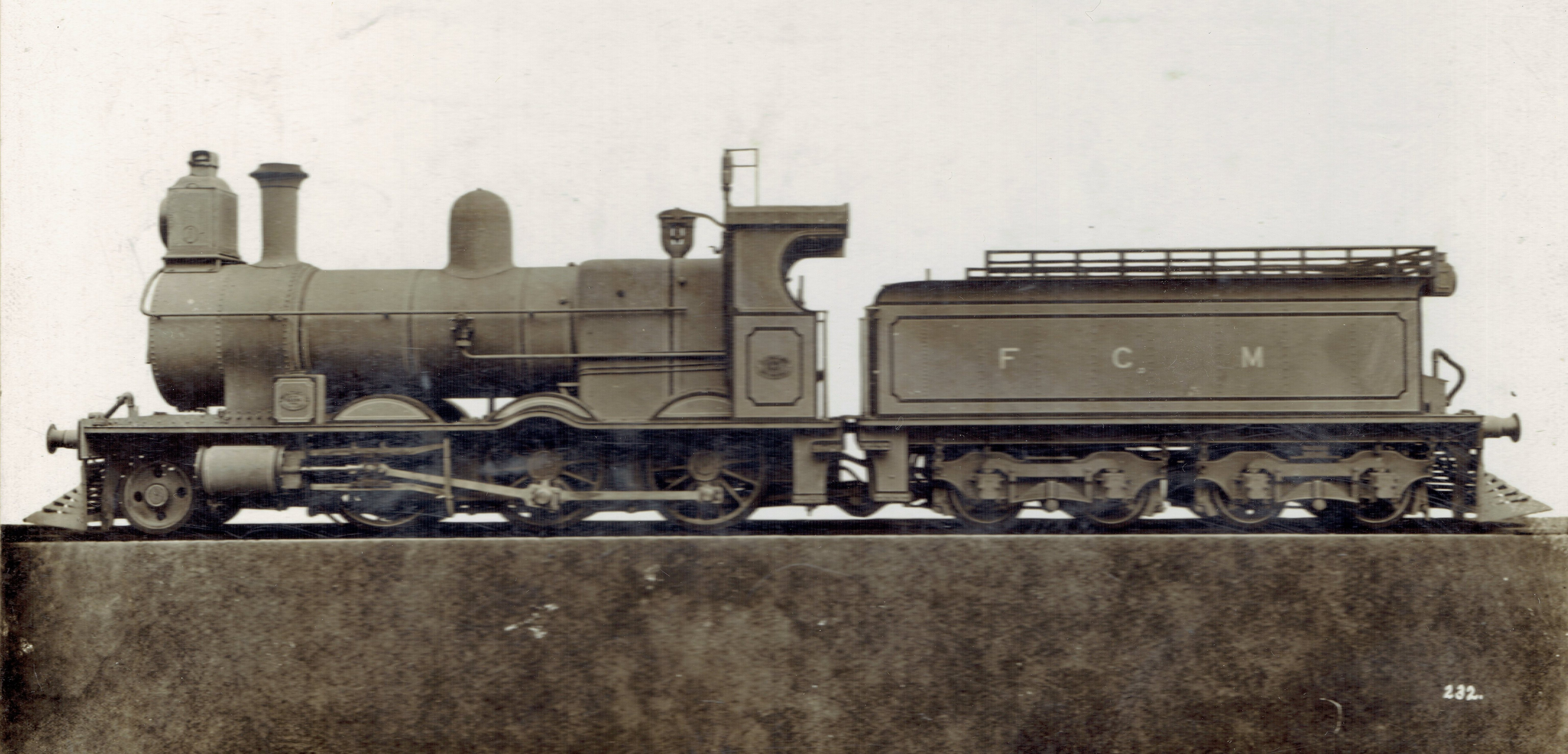
Lokomotive Nr. 13, gebaut 1906 von Hudswell, Clarke and Co. in Leeds

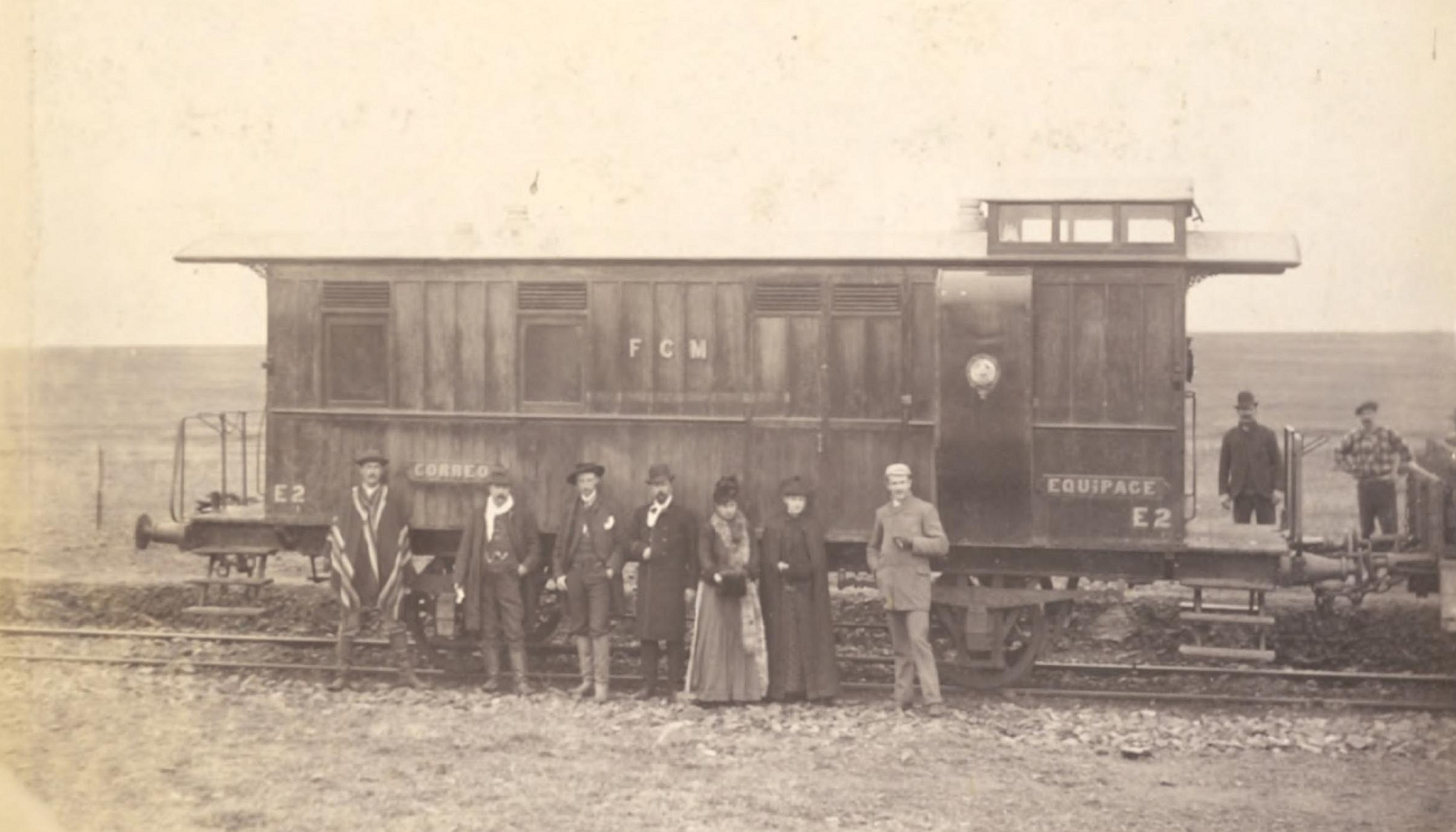
Gepäckwagen um 1890

Alle Dampflokomotiven der Gesellschaft waren aus britischer Produktion und kohlegefeuert. Mitte 1925 verfügte die Gesellschaft über 22 Lokomotiven, 23 Personen- und 477 Güterwagen. Bis 1936 änderte sich der Bestand nur unwesentlich auf 22 Lokomotiven, 20 Personen- und 484 Güterwagen. Neu hinzu kam ein Triebwagen.